# بازيليكا القديس بطرس بالكاف
بازيليكا القديس بطرس بالكاف أو محليا تسمى دار القوس (بالفرنسية: Basilique Saint-Pierre du Kef)‏ هي كنيسة (بازيليكا) مسيحية كاثوليكية تقع في مدينة الكاف غرب تونس.

## التاريخ
الكنيسة عبارة عن كنيسة بيزنطية، وبنيت على أنقاض معبد وثني قديم. تحولت بعد ذلك إلى مقر سكن لمدة غير محدودة. في 1882، الأب القاضي أندريه جيودسيلي قام باسترجاع البازيليكا وترميمها، وقدمت للكاثوليكيين حتى سنة 1960.

في 15 سبتمبر 2011، قامت مجموعة من المنتمين إلى التيار السلفي بالاستيلاء على المكان بهدف تحويلها إلى مسجد، لكن سرعان ما تدخلت القوات الأمنية لإخلاء المكان وحمايته.